# Ярсдорф
Ярсдорф (нем. Jahrsdorf) — община в Германии, в земле Шлезвиг-Гольштейн. 
Входит в состав района Рендсбург-Экернфёрде. Подчиняется управлению Хоэнвештедт-Ланд. Население составляет 265 человек (на 31 декабря 2010 года). Занимает площадь 8,77 км².